# 北京医院

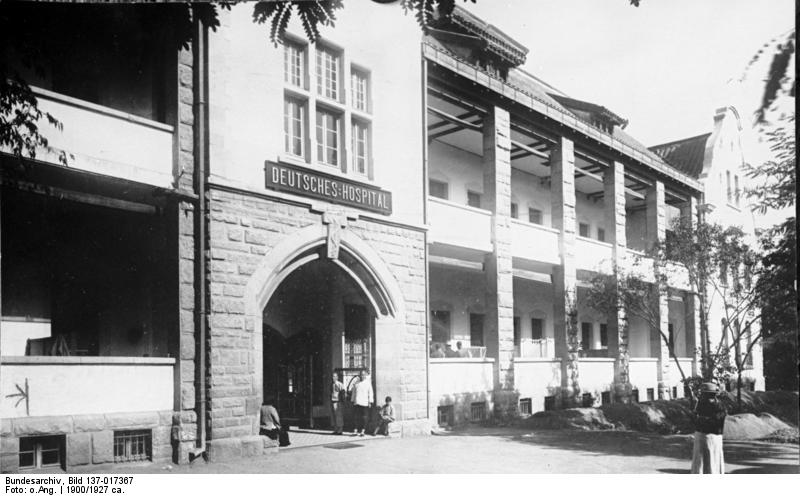
德国医院旧照（约摄于1927年）

北京医院，是直属于中华人民共和国国家卫生健康委员会的一所大型全科三级甲等医院，位于北京市东城区东单大华路1号。

## 历史沿革

### 前身——德国陆军医院
其前身可追溯至德国政府于1904年秋用庚子赔款在东交民巷使馆区开工建设的德国陆军医院（德語：Deutsches Militär Lazarett）。1905年正式建成。德国医院从初建到1945年前，陆续有数十位德籍医师、护士在该院工作。1917年，德籍医生埃德蒙·狄博尔在北京受德国教会委托，将军事医院改为教会医院性质的民间医院，即德国医院（英語：German Hospital），由总会设在德国斯图加特的基督教福音派女修道院协管。
由于抗日战争结束前德国医院归德国大使馆管辖，对于日德籍人员有特殊待遇，有收容藏匿纳粹分子的嫌疑；事后时任医院院长的史蒂夫也向北平市政府外事处自首，承认曾于1933年加入纳粹党，一度导致接收医院工作十分复杂。1945年日本投降后，10月15日北平市政府卫生局以吴洁博士为首任院长，接管该院。同年11月2日，经北平市政府卫生局局长韩云峰签署训令，将原德国医院更名为“市立北平医院”。当时医院留用德籍人员23名，不久相继回德国。到1949年2月，全院职工256人（其中职员116人，工友140人），建筑面积14000平方米。

### 前身——延安中央医院、延安白求恩国际和平医院
该院的另一前身是延安的中央医院。1938年冬，中共中央派傅連暲负责组建中央卫生处，负责中央机关的卫生保健工作。1939年3、4月份，中共中央接受中央卫生处处长傅連暲的提议，决定在延安建一所正规化的医院，中央委托何穆在中央卫生处领导下筹建该医院。1939年9月，中央医院开始接收病人。1939年11月7日举行开院典礼。傅连暲、何穆、魏一斋先后任院长。1940年后，中央医院也称白求恩国际和平医院第一部（这个白求恩国际和平医院是指延安白求恩国际和平医院，与今中国人民解放军白求恩国际和平医院无关）。延安学生疗养院1941年1月成立后，也和该院同设在一个地址，直到1941年11月迁至杨家湾。1947年初，中央医院组成“陕甘宁晋绥联防军卫生部第一后方医院”，同时继承了白求恩国际和平医院总院的名义，随后迁往华北解放区。后来该医院改成中央门诊部。1949年3月迁往北平。（陕甘宁晋绥联防军卫生部第一后方医院另一部分留在西北，后来演变为今西安市儿童医院、唐都医院）。
第二次国共内战后期，中共中央由延安迁至河北省平山县西柏坡，同时在邻近的建屏县朱壕村建医疗点。该医疗点称“朱壕医院”，其人员由延安中央医院和延安白求恩和平医院的医务人员组成。

### 1949年后
1949年1月31日北平和平解放。同年2月14日，中国人民解放军北平市军事管制委员会派刘敏为代表，对市立北平医院实行军管。1949年4月25日结束军管，由中共中央军委卫生部带领延安中央医院和白求恩国际和平医院的医务人员接管北平医院。接管后的首任院长是黄树则。接管北平医院的20人大部分来自朱壕医院。1949年9月，中国人民政治协商会议第一届全体会议决定定都北平，并将北平市更名为北京市。1949年10月1日中华人民共和国成立，北平医院更名为北京医院，1950年2月毛泽东为北京医院题写院名。1949年10月14日，第一批苏联专家来院协助并指导工作，至1959年撤走时陆续共有28位苏联专家在该院工作。
1953年4月，北京医院由军委卫生部领导改为中央人民政府卫生部（1954年改为中华人民共和国卫生部）领导，并因此长期使用卫生部北京医院作为医院名称。从1949年到1953年，在军委卫生部接管的近四年多内，该院新建一座面积4803平方米的门诊大楼，并从全中国各地选调大批人员，从原军队建制改成地方建制，1953年时全院正式职工511人，病床120张。1953年改归中央人民政府卫生部领导后，医院任务更明确：专门负责中央领导的保健医疗。1958年12月，该院一度划归中国医学科学院领导，1960年4月重归卫生部领导。1959年4月，周恩来总理任命卫生部副部长崔义田兼北京医院院长，以加强对高干保健工作的领导。到1962年，全院职工666人。
1952年后北京医院由承担干部和市民的医疗工作改为专门负责干部及家属的医疗保健工作，并因此转为封闭性管理。刘少奇、董必武、周恩来均在老病房三楼西侧住院治疗。同时中国人民解放军总医院、中国人民解放军海军总医院、中南海保健组及蒙古人民共和国都曾先后派来护士学习进修。
1964年8月10日，毛泽东批评“北京医院医生多，病人少，是一个老爷医院，应当开放。”院党委多次研究落实毛主席指示精神，经一个多月筹备，将该院原苏联专家居住的院内北面的一排平房作为门诊，两座小楼作为病房，在台基厂二条临街开了个门，于1964年10月15日作为北京医院第二门诊对群众开放，并接受附近23个单位8000多名职工的医疗合同任务。因此导致门急诊人数骤然上升，1963年全年门急诊总数为115992人次，1965年上升到201225人次，1966年猛升到284997人次。1964年底的开放是北京医院从封闭型走向开放型的开始。同时，为落实毛主席关于把医疗卫生工作重点放到农村去的指示，1965年4月至8月该院派出三批医疗队到地方，有164人参加。該院从此开始派医疗队，前后共20多批赴全国各地。为适应群众就医需要，1965年始建3200平方米的外科楼，1966年落成，同时在南院建起八、九、十号三座共7045平方米的宿舍楼。1965年8月31日，将第一、二门诊部合并，彻底对群众开放，医疗合同人数增至5万多人。
1966年“文化大革命”爆发后，北京医院同其他医院一样，被称为修正主义温床、“走资派”的避风港，领导干部被戴上了“牛鬼蛇神”的帽子，专家、教授被戴上了“反动学术权威”的帽子，保健医生和护士也遭受牵连，有的甚至受不白之冤，被关进了牢房，大批医务人员被下放到甘肃靖远县矿区。1969年11月，下放到五七干校共277人，占当时全院职工总数的33.9%，极大地挫伤医务人员的积极性，医院的规章制度和正常秩序受到严重破坏。
根据当时情况，国务院、中央军委于1967年3月22日发出通知：“为了保证医疗工作质量和革命良好秩序，现决定中国人民解放军卫戍区司令部接管北京医院，建立军事管制委员会”，该通知共14条。对医院实行军事管制后，先后有三届军管会，直到1974年军管会撤离。
为补充护理队伍，1970年该院自筹开办第一期卫训队，招生50名。1971年5月21日，周恩来总理指示“同意在北京医院建筑一个新楼，要耐用，经济，朴素”。
1972年，北京医院连续有高级干部去世：4月原第八机械工业部部长陈正人、原内务部部长曾山去世；1972年4月20日卫生部召开会议，重申北京医院是中央保健医院，是高级干部的医疗保健中心，传达周恩来总理、李先念副总理的指示：加强老干部的医疗保健工作和北京医院的建设；12月8日，原国务院副总理、中央农村工作部部长邓子恢去世。为此，周恩来总理于1973年1月，把桂林南溪山医院（越南干部医院）院长林钧才调北京医院任院长兼党委书记，从协和调来董炳琨、著名外科专家吴蔚然、口腔科专家韩宗琦任副院长、党委副书记，再加上专管高干医疗保健的耿德章、原在领导岗位的智军、马苏高，组成医院革命委员会。在开门办院的同时，努力恢复和加强医疗保健体系。北京医院平反冤假错案87件，使蒙冤的医务人员重新工作。院党委重新明确了机关处室建制，取消连队建制，确立科主任负责制，修订了各项规章制度及操作规程。
1973年后，该院先后引进国外先进医疗仪器设备，如大型X光机、加速器、CT、彩色扫描机、超声心动图机、自动生化仪等。
当时医院276张病床，三分之一改为普通病床，出现了高干保健病人住院难的现象。为此新建北楼高干病房，1974年底竣工，共80张病床。1974年经北京市高教局批准为北京医院护校。1975年6月9日北楼正式启用，从此该院高干病房和门诊同普通门诊病房正式分开。为给北楼充实医疗骨干，1972年10月周恩来批准在全国11个省市选调58名骨干医生，截至1976年底全院职工903名，年全院病床362张。
1976年1月8日周恩来病逝，1月10日、11日两天在该院举行向周恩来遗体告别仪式，各界人士一万多人前来告别。同年7月，朱德委员长在该院病逝，7月8日在该院举行遗体告别仪式。
1978年，院党委提出北京医院的科研重点是老年医学，1979年建立老年医学研究组，1980年经卫生部批准为老年医学研究室，1982年被批准为老年医学研究所。1980年，北京医院引进我国第一台CT。卫生部党组于1981年8月13日批准了北京医院的报告：“北京医院是中央保健医院，工作任务要以做好高级干部的医院保健为中心，努力办成一个综合性的、医教研结合的，有先进技术水平和先进技术装备的医院。其任务一是高干保健医疗，二是普通门诊病房，三是教学和科研”。1985年4月26日，经国家科委批准，北京医院老年医学研究所成为卫生部北京老年医学研究所，是国家一级所。1981年，中华医学会老年医学学会成立，副主任委员是该院内科主任陶桓乐。经卫生部批准同意，1982年《中华老年医学杂志》创办，编辑部设在北京医院。
1982年，卫生部临床检验中心成立，卫生部委托该院代管，该中心主要负责全国临床检验的质量控制等。
1984年7月9日，国家计委、卫生部正式批准扩建北京医院病房大楼、门诊楼、医技楼和综合楼，共计639 900平米，总投资4771万元，医院总床位扩大到720张，普通病床与高干病床为6∶1，普通门诊扩大到每天2000人次。1985年，扩建新楼的设计方案完成，5月至8月德国医院时期的老楼及1950年时期的老门诊楼全部拆除。该院基建工程被列入国家“七五”重点工程，包括门诊楼、医技楼、病房及附属配套工程的建筑面积共65000平方米，投资一亿三千万元人民币，1986年3月9日正式动工。
1985年起，该院首次招收研究生8名，且不断选拔人才到国内外学习先进技术。开办中山夜校共14个班，以提高职工素质。为贯彻中共中央尊重知识、尊重人才的精神，自1985年下半年起，建立高级和中级职称评审委员会，开展评定工作。
1986年起，该院实行院长负责制。1987年被卫生部命名为“文明医院”、“全国卫生文明建设先进集体”。1989年，在成立医疗质量管理委员会的基础上，院领导确定将三级甲等医院医疗质量作为质量管理目标，提出在1990年代的目标是：第一步成为三级甲等医院，第二步创建三级特等医院。
1990年，新楼扩建竣工，9月1日举行新楼门诊启用仪式，此前还启用了部分新病房。1992年9月26日举行新楼启用典礼，党和国家领导人为该院题词。同时制定了该院长远规划，准备“办成一流的医疗技术，一流的医疗设备，一流的管理水平，一流的服务质量的现代化医院。”同年11月25日，卫生部批复同意该院总体规划，建筑面积145888平方米，总床位800张。
经过1991年和1992年的准备，该院1993年第一季度上报三级甲等医院申请书，5月初北京地区三甲评委会初审，6月初进行“三甲”检查并获通过。1993年9月，该院获“爱婴医院”称号，该院开展国有资产清查登记工作，被评为卫生部直属单位先进集体。1993年第四季度开展优质服务活动。1993年被卫生部、中央国家机关及北京市评为文明单位。1994年，该院门急诊就诊总人数突破70万，日均门诊人次2477，创历史最高纪录，财务总收入达一亿四千万六百万元，也创历史最高纪录。
2015年5月18日，卫生部北京医院正式更名为北京医院。

## 历任领导
市立北平医院院长
- 埃德蒙·狄博尔（1913年—1933年3月8日）[6]
- 克礼（1921年—1938年9月14日）[6]
- 史悌夫[7]
- 义克德（1945年—1945年）[7]
- 吴洁（1945年10月15日—1946年7月1日）[1][7][8]
- 韩云峰

中央医院院长
- 傅连暲（1939年11月）
- 何穆
- 魏一斋

北京医院
| 院长 - 刘敏（1949年2月14日—1949年4月25日，中国人民解放军北平市军事管制委员会军管代表） - 黄树则（1949年4月—1950年5月） - 蒲荣钦（1950年5月—1952年） - 周泽昭（1952年—1957年12月） - 崔义田（1959年4月—1973年） - 林钧才（1973年8月—1984年9月22日） - 蒋葆生（1984年10月—1991年） - 耿德章（1991年—1999年） - 张忠辉（1999年1月—2003年） - 林嘉滨（2003年9月—2015年11月） - 曾益新（2015年11月—2017年2月） - 王建业（2017年4月—） 名誉院长 - 吴蔚然（1984年—2016年8月8日） - 钱贻简（1997年—2011年7月6日） - 高润霖 | 党委书记 - 齐涛（1958年7月—1973年） - 林钧才（1973年8月） - 郭普远 - 张家增（1994年11月17日） - 张忠辉 - 张爱莉 - 王建业（2017年） - 汪耀（2017年4月—） |

## 院内逝世名人
- 1920年：杨昌济（教育家，毛泽东老师及岳父）
- 1924年：熙礼尔（英国外交官禧在明之兄，汇丰银行北平分行首任经理）
- 1939年：钱玄同（文学家）
- 1948年：朱自清（文学家）
- 1953年：徐悲鸿（画家）
- 1955年：张澜（中国民主同盟主席）
- 1957年：袁仲贤（外交部副部长）、齐白石（画家）
- 1959年：章次公（北京医院中医科主任，第三届全国政协委员）
- 1963年：罗荣桓（中华人民共和国元帅）
- 1972年：陈正人（原第八机械工业部部长）、曾山（原内务部部长）、邓子恢（原国务院副总理、中共中央农村工作部部长）
- 1974年：傅作义（第四届全国政协副主席、水利部部长）
- 1976年：周恩来（国务院原总理、全国政协原主席）、朱德（全国人大常委会委员长、中华人民共和国元帅之首）
- 1978年：杨奇清（公安部副部长）、郭沫若（文学家、政治家）
- 1979年：童第周（生物学家）
- 1981年：曹菊如（中国人民银行行长）
- 1982年：王观澜（第五届全国人大常委会委员）
- 1984年：贾庭三（中顾委委员）
- 1986年：陈永贵（原国务院副总理）
- 1988年：廖梦醒（第六届全国政协委员）、许涤新（经济学家）、蒋南翔（马克思主义教育家，中共中央党校第一副校长）、梁漱溟（国学大师）、杨寿山（卫生部原副部长）、马海德（医学家）
- 1989年：胡耀邦（前中共中央主席、中共中央总书记）
- 1992年：邓颖超（全国政协原主席）
- 1993年：周培源（流体力学家）
- 1995年：夏衍（剧作家）、陈云（原中共中央副主席）
- 1996年：曹禺（中国现代话剧奠基人）、陈景润（数学家）
- 1997年：彭真（第六届全國人大常委会委員長）
- 1998年：帅孟奇（第三届全国人大常委会委员，原中共中央组织部副部长）
- 1999年：冰心（作家）
- 2005年：赵紫阳（前中共中央总书记，国务院总理，中央军委副主席，全国政协副主席）
- 2007年：傅铁山（第十届全国人大常委会副委员长、中国天主教爱国会主席、天主教北京教区主教）
- 2008年：吴学谦（原国务院副总理、原外交部部长）
- 2009年：任继愈（哲学家）、李丁（表演艺术家）
- 2010年：吴冠中（画家）、范敬宜（原人民日报总编辑）
- 2011年：刘华清（原中共中央政治局常委、原中央军委副主席）、周海婴（鲁迅之子）
- 2012年：诺罗敦·西哈努克（柬埔寨王国太王）、陈强（演员）、李默然（演员）、王忠诚（中国工程院院士）
- 2013年：石宗源（贵州省委原书记）、梁伯琪（原中共中央总书记赵紫阳夫人）、沈谱（原轻工业部科研院学术委员会副主任，大公报记者范长江夫人）
- 2014年：李清（交通部原部长）、周巍峙（中国文联名誉主席）、王昆（歌唱家）
- 2015年：张洁清（第六届全國人大常委会委員長彭真夫人）、喬石（原中共中央政治局常委、原中纪委书记、第八届全國人大常委会委員長）[22]、萬里（原中共中央政治局委员、第七届全國人大常委会委員長）[23]、尉健行（原中共中央政治局常委、原中纪委书记）、邓力群（原中共中央书记处书记、原中共中央宣传部部长）、张劲夫（原国务委员、原中共中央顾问委员会常委）、汪东兴（原中共中央副主席）、张震（原中央军委副主席）、杜润生（中国农村改革之父）、张万年（原中央军委副主席）、成思危（原全國人大常委会副委員長、原中國民主建國會主席）、溥任（末代皇帝溥仪之幼弟）、曹庆泽（原中华人民共和国监察部部长）、陆维钊（原中华人民共和国外交部亚洲司司长）、魯平（原國務院港澳事務辦公室主任）[24]
- 2017年：钱其琛（原国务院副总理、原外交部部长）
- 2018年：袁木（原国务院发言人、李鹏办公室主任）、王光英（原全國人大常委会副委員長）
- 2019年：柯华（中国外交家、原中国驻英国大使）、李锐（原中顾委委员、原中组部副部长）、袁宝华（原中顾委委员、原国家计委主任）、陈舜瑶（原清华大学党委副书记、中共元老宋平夫人）
- 2020年：焦若愚（原中顾委委员、原北京市市长）、胡平（原商业部部长、原福建省省长）